# 404
| [ Edytuj tabelę ] |                              |
| Cesarz Bizancjum  | - 395 Arkadiusz 408          |
| Władca Guptów     | - 375 Ćandragupta II 414     |
| Chan Hunów        | - 390 Uldin 411              |
| Władca Korei      | - 391 Kwanggaet’o Wielki 413 |
| Papież            | - 401 Innocenty I 417        |
| Król Persji       | - 399 Jezdegerd I 420        |
| Cesarz Rzymu      | - 395 Flawiusz Honoriusz 423 |
| Król Wandalów     | - 359 Godigisel 406          |
| Król Wizygotów    | - 395 Alaryk 410             |

Rok 404 / CDIV
stulecia: IV wiek ~
V wiek ~
VI wiek

lata: 394 «
399 «
400 «
401 «
402 «
403 «
404
» 405
» 406
» 407
» 408
» 409
» 414

## Wydarzenia
Europa
- 1 stycznia – ostatnie udokumentowane walki gladiatorów

Azja
- Koreańczycy z Koguryŏ odparli najazd Wa.

## Zmarli
- 1 stycznia – Almachiusz, święty
- 26 stycznia – Paula Rzymianka, święta
- luty – Flawian z Antiochii, kaznodzieja
- 6 października – Aelia Eudoksja, cesarzowa bizantyjska